# Szentlélek alászállása fatemplom (Bogyafalva)
A bogyafalvi Szentlélek alászállása fatemplom műemlékké nyilvánított épület Romániában, Arad megyében. A romániai műemlékek jegyzékében az  AR-II-m-B-00589 sorszámon szerepel.